# Goodman (Missisipi)
Goodman – miasto w Stanach Zjednoczonych, w stanie Missisipi, w hrabstwie Holmes.